# 沖縄電力硬式野球部
沖縄電力硬式野球部（おきなわでんりょくこうしきやきゅうぶ）は、沖縄県浦添市に本拠地を置き、日本野球連盟に所属する社会人野球の企業チームである。
運営母体は、沖縄県を事業地域とする電力会社の沖縄電力。

## 概要
1992年、沖縄電力の軟式野球部が硬式野球部に転向し、沖縄電力硬式野球部として創部した。
2000年、沖縄サミット開催や首里城がデザインされた2000円札の発行などを記念して、同年の都市対抗野球では沖縄県勢に推薦枠が1チームが与えられることになり、県予選を突破し初出場を果たした。この出場は、沖縄県勢にとって、沖縄返還を記念して1972年にオール那覇が招待出場して以来28年ぶりの出場であった。
2007年、日本選手権に初出場を果たす。
2009年、都市対抗野球に九州第1代表として出場を決めた。沖縄県勢が九州予選を勝ち抜いて都市対抗本戦に出場するのは史上初である。

## 設立・沿革
- 1992年 - 『沖縄電力』として創部。
- 2000年 - 都市対抗野球に初出場（初戦敗退）。
- 2007年 - 日本選手権に初出場（初戦敗退）。

## 主要大会の出場歴・最高成績
- 都市対抗野球大会 - 出場5回
- 社会人野球日本選手権大会 - 出場4回

## 主な出身プロ野球選手
- 新里紹也（内野手） - 1996年ドラフト7位で福岡ダイエーホークスに入団
- 平良幸一（投手） - 1997年ドラフト7位で西武ライオンズに入団
- 上原厚治郎（投手） - 2004年ドラフト5位でヤクルトスワローズに入団

## 元プロ野球選手の競技者登録
- 平良幸一（元：西武ライオンズ） - 監督→退団
- 渡邉孝男（元：北海道日本ハムファイターズ、西武ライオンズ） - 捕手（2005年～2007年）→退団
- 徳元敏（元：東北楽天ゴールデンイーグルス、オリックス・ブルーウェーブ） - 投手（2008年～2009年）→退団
- 川満寛弥（元：千葉ロッテマリーンズ） - 投手（2017年～2018年）→退団
- 大城駿斗（元：琉球ブルーオーシャンズ） - 外野手（2022年～）